# Florarctus stellatus
Florarctus stellatus är en djurart som tillhör fylumet trögkrypare, och som beskrevs av Jeanne Renaud-Mornant 1990. Florarctus stellatus ingår i släktet Florarctus och familjen Halechiniscidae. Inga underarter finns listade i Catalogue of Life.